# 张雄 (少将)
张雄（1908年—1963年8月24日），原名德仁，又名冠英，江西瑞金人，中国人民解放军将领、中国人民解放军开国少将。

## 生平
张雄毕业于福建长汀师范学校。1930年，张雄参加中国工农红军，同年加入中国共产党。第一次国共内战时期，任红四军连政治委员办公厅秘书、军部特务营第三连政治委员、军野战医院政治委员，红一军团司令部第四科科长，参加了长征。抗日战争时期，任八路军一一五师司令部第一科科长、七团政治处主任、团政治委员、师政治部秘书长兼统战部部长，军法处处长，中国人民解放军分区政治委员。第二次国共战争时期，任鲁南军区第一军分区司令员，山东军区第十师政治委员，鲁中南军区政治部主任，第三野战军三十五军副政治委员，兼任中国人民解放军华东军区金华市军事管制委员会主任，海军第7舰队政委，海军舟山基地政委。中华人民共和国成立后，张雄任中国人民解放军海军干部部部长，海军政治部副主任兼干部部部长。1955年，授予中国人民解放军少将。荣获二级八一勋章、一级独立自由勋章，一级解放勋章。
1963年8月24日在北京病逝。

## 家庭

### 夫人
- 戴流，八路军老兵，曾任海军政治部发行科科长兼保密室主任。1955年4月，转业至中华人民共和国对外贸易部政治部，任干部二外（国外干部处）副处长，处长。1974年3月，任中国轻工业品进出口总公司办公室主任，公司协理会成员（副局级），1984年4月离休。2015年10月3日，在北京逝世，享年95岁。生三子三女，六人中，有四名局级干部，一名处级干部[3]

### 子女
- 张昭兴，曾在海军服役23年，1985年大裁军，响应国家号召，和爱人双双从北海舰队转业到北京工作
- 张昭强，早逝，发明“双向组合数字”，被登录在《中国人材世纪献辞》等多本大典
- 张昭国，曾任解放军海军航空兵司令部技术干部，海军上校